# Ľubovec
Ľubovec és un poble i municipi d'Eslovàquia. Es troba a la regió de Prešov, al nord del país.

## Història
La primera referència escrita de la vila data del 1337.

## Demografia
| Godina             | 1994 | 2004   | 2014   | 2024   |
| ------------------ | ---- | ------ | ------ | ------ |
| Nombre de persones | 499  | 513    | 501    | 525    |
| Diferència         |      | +2,80% | −2,33% | +4,79% |

| Godina             | 2023 | 2024   |
| ------------------ | ---- | ------ |
| Nombre de persones | 514  | 525    |
| Diferència         |      | +2,14% |